# Necchi
Necchi — итальянская компания по производству швейных машин.

## История

### Основание
Necchi основана в 1835 году в качестве компании, работающей в сталелитейном секторе и специализирующейся на производстве радиаторов для отопления. В 1865 году компания была основана в семейном доме, расположенном в так называемом Священном корпусе Павии . В начале 1880-х годов стало возможным первое расширение коммерческой деятельности и строительство здания, к которому через десятилетия был добавлен механический цех с прилегающим к нему литейным цехом для литья чугуна.
В 1892 году на заводе работало 85 рабочих. Завод производил железные мосты, навесы, сельскохозяйственные машины и инструменты, всё это поставлялось в основном в сельскохозяйственные районы Павии. В 1895 году Некки купил ещё одно здание, напротив того, в котором уже велась деятельность компании, а в 1896 году он расширил первую фабрику и построил новый литейный цех.
В 1903 году коммандитное товарищество Ambrogio Necchi построило новый литейный завод (который позже стал Necchi и Campiglio) площадью 80 000 м² со штатом около тысячи рабочих. Хорошая репутация компании и качество продукции, которую она продает, убедило владельцев снова переместить литейный цех, который стал самым важным в городе, для удовлетворения увеличившегося спроса. В этот раз цех перенесли с корсо Кайроли 3 на новое место, расположенное в районе между Навильяччо и грузовым двором железнодорожной станции.
После переговоров с муниципалитетом Павии было решено построить новое промышленное здание вдоль дороги, ведущей в Аббиатеграссо . В 1904 году на дальней западной окраине города, недалеко от железнодорожного вокзала, был построен промышленный комплекс, который через несколько лет постепенно включит в себя здания двух других местных компаний: Gaslini-Rizzo и рисовой мельницы Traverso-Noè.
Новый завод считался полезным в секторе производства сырья, поэтому непосредственно к нему была подведена железная дорога . Оснащенный двумя плавильными печами, он производил радиаторы для обогревателей, которые в то время являлись основным продуктом компании. В промежутке между концом 1907 и началом 1908 года Амброджо Некки купил новый участок земли у муниципальной администрации, которая была рада продать находящиеся в государственной собственности участки для промышленных целей. В 1908 году анонимная компания, основанная Амброджо Некки, расширила свою производственную деятельность за счёт увеличения площади и адаптации здания, бывшего в прошлом заводом Torti Foundry и ing. G. Callegari по производству эмалированных ванн и хозяйственных кухонь.
В период между 1908 и 1911 годами на двух новых фабриках, с небольшими сезонными колебаниями, работало от 900 до 1150 рабочих. В 1913 году Некки удалось отыграть площадь Пьяцца д’Арми у муниципалитета Павия, чтобы с 1915 года начать строительство нового завода, открытие которого было запланировано на 1919 год.

### Послевоенный период
Только после Первой мировой войны, в 1919 году, Витторио Некки, сын Амброджо, начал производить первые швейные машины, названные BD и управляемые вручную. Механическое шитье также прибыло в Италию, убедив других предпринимателей начать производство швейных машин, составляя конкуренцию импорту немецких, американских и российских брендов. Среди них, помимо Некки, были Борлетти, Виснова, Сальмойраги и Вигорелли. «Industrie Riunite Italiane» (так было названо новое производственное подразделение) начала свою деятельность всего с 50 сотрудниками, которые в 1920 году производили около 2000 швейных машин в год на новой фабрике, специально предназначенной для этого производства.
В 1925 году — литейный цех по производству чугуна и эмалированный завод были проданы другим членам семьи, которые образовали Литейные заводы А. Некки и А. Кампильо. Завод, изменив свое название на «Анонимная компания Витторио Некки», переехал в новый объект на площади Пьяцца Д’Арми, где значительно увеличился объём производства.
В 1932 году была изобретена первая швейная машина для домашнего использования с запатентованной строчкой «зигзаг» — «BU». Это давало возможность изготавливать орнаментальные мотивы и различные строчки без фурнитуры, чинить, прикреплять пуговицы и делать петлицы.
Производство теперь составляло 6120 машин в год, и Necchi продолжала расти. Технический директор Эмилио Черри — инженер из Fiat — присоединился к компании и реорганизовал производственный сектор. В 1930 г. количество изготовленных станков превысило 19 000, из которых более 2000 было экспортировано.

### Второй послевоенный период
После Второй мировой войны Necchi стала компанией, способной производить более тысячи машин в день, со штатом около 4500 сотрудников, 10 000 торговых точек и обширной сервисной сетью. Около 40 % из 120 000 швейных машин, произведенных в Италии в 1947 году, производились на фабриках компании.

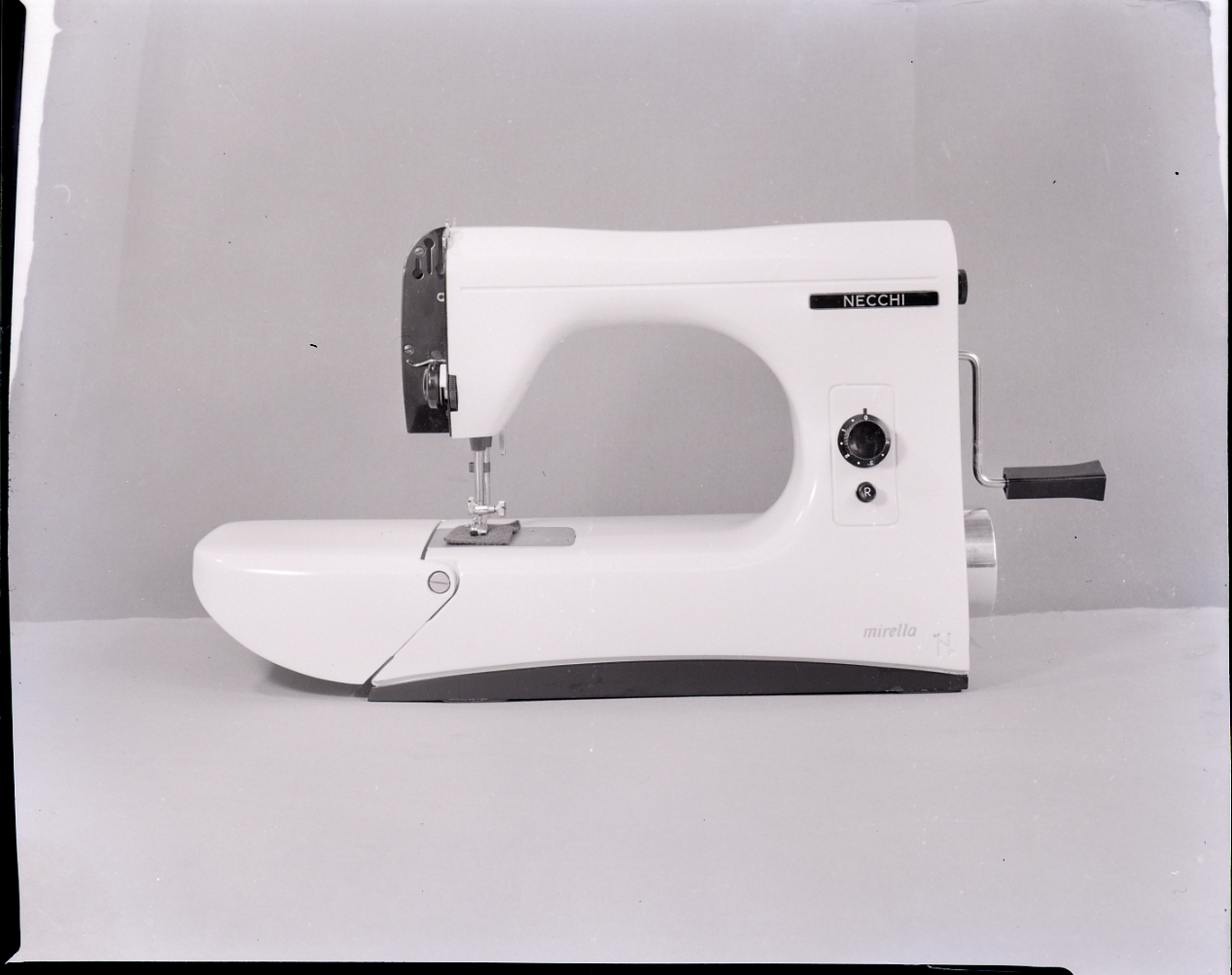
Швейная машина Mirella, разработанная Марчелло Ниццоли для V. Necchi Spa. Фото Паоло Монти, 1960 год.

В период с пятидесятых по семидесятые годы в Necchi также произошла реорганизация производственного потока, от ввода сырья и полуфабрикатов до окончательной сборки, с переходом на сборочную линию. Реорганизация также включала обновление оборудования (финансируемое как владельцами, так и за счет экономической помощи, полученной в рамках плана Маршалла), и в начале пятидесятых годов была переосмыслена вся структура компании и её координация.
Развитие дистрибьюторской сети после Второй мировой войны имело большое значение, поскольку в этом смысле преобладающую роль играл Леон Джолсон, сын агента Некки из Варшавы еврейского происхождения, который укрылся в Соединенных Штатах . Именно Леон в конце конфликта возобновил деятельность представительства в Нью-Йорке, способствуя распространению машин Necchi на американском рынке с помощью своей плотной агентской сети. Затем Некки экспортировал модель Джолсона и в другие страны.
Успех пришел в 1932 году, когда была разработана первая швейная машина для домашнего использования с «зигзагообразным» шитьем, которая позволила шить декоративные строчки, используя селектор строчек и делать петли.
NECCHI стал самой популярной швейной машиной в мире. После Второй мировой войны NECCHI производила более 1 000 машин в день, с 4 500 сотрудниками и 10 000 магазинами продаж по всему миру.

### NECCHI 1954 — приз золотой компас
В тот период Necchi успешно развивается в секторе исследований и разработки продуктов и является новатором по двум направлениям: с одной стороны, разработка и технологические исследования, с другой стороны — разработка дизайна не только для эстетической гармонии, но и как систему для оптимизации эргономики, простоты использования приборов, предназначенных для многочасового взаимодействия рабочих, швеей и простых домохозяек.
В 1953 году началось производство модели Necchi «Supernova», в 1955 году — «Lidia», в 1956-м — «Mirella», возникшая из под пера Марчелло Ниццоли.
Supernova была удостоена награды Compasso d’Oro и обладала функциями, которые сделали её «автоматической лабораторией» благодаря использованию механической памяти, которая руководила выполнением задач по вышивке. В 1956 году с первой Mirella (которая станет частью постоянной экспозиции выставки MOMA в Нью-Йорке) Necchi снова выиграл «Compasso d’Oro» в дополнение к «Гран-при» XI Triennale di Milano.
Supernova считается[кем?] первым продуктом, сочетающим технологические инновации с передовым дизайном. Машина была удостоена награды Compasso d’Oro и обладала функциями, которые сделали её «автоматической лабораторией» благодаря использованию механической памяти, которая руководила выполнением задач по вышивке.

### NECCHI 1957 — приз золотой компас
В 1956 году спроектирована серия Mirella. Машина выиграла Compasso d’Oro и «Гран-при» XI Triennale di Milano и получила наивысшее признание в области промышленного дизайна, присоединившись к постоянной экспозиции MOMA, Музея современного искусства в Нью-Йорке.
Было также значительно обновлено руководство: в 1948 году на завод был нанят Джино Мартиноли, который более десяти лет занимал должность технического директора в Olivetti в Ивреа, а затем был принят на работу в механический сектор IRI. Первым решением нового директора было увеличить штат сотрудников: таким образом, было нанято около 800 новых рабочих в районе Павия, а весной 1949 года в Некки было занято 2034 сотрудника, занимавшихся производством и обслуживанием.
В середине пятидесятых годов после увеличения численности персонала (около 4500 рабочих), в конце процесса реорганизации, эффективность системы достигла максимального уровня. Количество часов, затраченных на производство швейной машины, было сокращено более чем на треть, что гарантировало доминирование Necchi на национальном рынке, на котором ей принадлежало около 90 % вместе с компаниями Singer и Vigorelli. Necchi также преобладала в экспортном секторе, где на её долю приходилось 74 % от общего объёма экспорта.

### NECCHI LOGICA 592
В последующие годы швейные машины начали работать с помощью электрической педали: обе руки остались свободными и могли контролировать процесс шитья.
В 80-е годы были разработаны другие модели с футуристическим дизайном, такие как «LOGICA» с электронной панелью управления, разработанная в 1983 году Джорджетто Джуджаро (итал. Giorgetto Giugiaro).

### Софи Лорен и NECCHI
Итальянская актриса Софи Лорен (Sophia Loren) — является официальным лицом компании NECCHI c 60-х годов прошлого века.[значимость факта?]

### Архив
Документация, касающаяся конструкции швейных машин, хранится в Павии компанией Necchi SpA, в коллекциях Necchi SpA (хронологические даты: 1927—2003) и Necchi Macchine per Cucire Srl (до 1997 года) и Necchi SpA. / Подразделение швейных машин (1997—2000) с предыдущим Necchi SpA (с 1975) .

## Примечание
1. ↑  Modello anni 30 (недоступная ссылка — история).
2. ↑  Necchi spa [numero REA: 58521 Pv] (Pavia, PV). Дата обращения: 10 октября 2021. Архивировано 19 октября 2021 года.
3. ↑  Necchi SpA (1927-2003). Дата обращения: 10 октября 2021. Архивировано 3 февраля 2018 года.
4. ↑  Necchi Macchine per Cucire srl (fino al 1997) e Necchi spa / divisione Macchine per Cucire (1997-2000) con precedenti Necchi spa (dal 1975) (1975 - 2000). Дата обращения: 10 октября 2021. Архивировано 19 октября 2021 года.